# Ахашени (село)
Ахашени (груз. ახაშენი) — село в Грузии. Находится в Гурджаанском муниципалитете края Кахетия. Высота над уровнем моря составляет 510 метров. Население — 2420 человека (2014).